# 筑紫信門
筑紫 信門（つくし のぶかど、慶長9年（1604年） - 延宝6年5月7日（1678年6月25日））は、江戸時代初期から中期の旗本。筑紫氏の当主。諱は信門。松市郎、右近、主水を称す。実父は筑紫広門（上野介）、養父は筑紫広門 (主水正)。実弟は栄門（掃部入道道甫）、重門（左近）、辰門。徳川家綱の御守衆支配などを務める。

## 生涯
「武藤系図」では肥後国八代出生としている。養父の広門（主水正）が豊後国速見郡3000石を知行する旗本寄合席になった4年後の寛永8年（1631年）に将軍徳川家光に初御目見えする。
寛永9年（1632年）に書院番士となり、養父とは別に武蔵国足立郡に采地200石を賜る。寛永20年（1643年）に将軍嗣子の徳川家綱の御守衆支配となり、江戸城三の丸勤務となる。
養父の死により正保3年（1646年）に家督と3000石を相続して、これまでの采地200石を返還する。後に相続した3000石を蔵米に改められる。
慶安元年（1648年）に日光山で石橋御殿の作事を指揮して服2領と黄金1枚を賜り、翌慶安2年（1649年）の家綱の日光山参詣においても石橋御殿と大澤御殿などの普請を担当して日光山で時服2領を賜る。
慶安3年9月3日（1650年9月28日）に西の丸書院番となり、後に書院番を辞して小普請となり、延宝元年10月21日（1673年）に隠居する。「大武鑑・上」で延宝3年（1675年）刊行として掲載されている武鑑において破損衆御支配頭に「三千石　筑紫主水殿」と掲載されているので、隠居前に破損衆御支配頭を勤めていた可能性がある。
享年75歳。法名は「寛政重修諸家譜」では玄超、「武藤系図」では直入院殿一参禅超居士と記している。家督は茂門が継いだ。

## 系譜
子女は4男1女
- 父：筑紫広門（上野介）
- 母：不詳
- 養父：筑紫広門 (主水正)
- 正室：千坂高信（安芸、米沢藩重臣の娘
- 子女
  - 男子：筑紫茂門（左大夫）
  - 男子：松下長里 - 松下長英の養子
  - 女子：跡部昌直室 - 後に小野忠老室